# Branislav Obžera
Branislav Obžera (Bystričany, Eslovaquia, 29 de agosto de 1981), futbolista eslovaco. Juega de volante y su actual equipo es el Slovan Bratislava de la Corgon Liga de Eslovaquia.

## Selección nacional
Ha sido internacional con la selección de fútbol de Eslovaquia, ha jugado 6 partidos internacionales.

## Clubes
| Club                     | País       | Año       |
| ------------------------ | ---------- | --------- |
| Baník Prievidza          | Eslovaquia | 1999-2000 |
| FK Dukla Banská Bystrica | Eslovaquia | 2000-2001 |
| Slovan Bratislava        | Eslovaquia | 2001-2004 |
| FC Artmedia              | Eslovaquia | 2005-2006 |
| FC Saturn                | Rusia      | 2006      |
| FC Artmedia              | Eslovaquia | 2007-2008 |
| Slovan Bratislava        | Eslovaquia | 2008-     |

## Palmarés

### Campeonatos nacionales
| Título      | Club              | País       | Año  |
| ----------- | ----------------- | ---------- | ---- |
| Corgon Liga | FC Artmedia       | Eslovaquia | 2005 |
| Corgon Liga | FC Artmedia       | Eslovaquia | 2008 |
| Corgon Liga | Slovan Bratislava | Eslovaquia | 2009 |